# Leptura auratopilosa
Leptura auratopilosa är en skalbaggsart som först beskrevs av Masaki Matsushita 1931.  Leptura auratopilosa ingår i släktet Leptura och familjen långhorningar.
Artens utbredningsområde är Taiwan. Inga underarter finns listade i Catalogue of Life.